# Agios Georgios
För andra betydelser, se Agios Georgios (olika betydelser).
Agios Georgios (grekiska Άγιος Γεώργιος, Sankt Georg) är en by och tidigare kommun på den grekiska ön Korfus nordvästra del. Det är även namnet på en mindre bosättning på ön, belägen ca 50 km söderut.

## Kommunen
Kommunen är uppdelad i 14 distrikt. Staden Agros är centralort, med en befolkning på 460 personer (år 2001). Flertalet av Agros hus byggda före 1960 är uppförda i sten. Gatorna asfalterades åren 1965–1970, och elektricitet infördes så sent som 1970.
Andra lite större samhällen är Kavvadádes (617 personer), Págoi (380 personer), Rachtádes (338 personer), Chorepískopoi (326 personer) och Afiónas (305 personer).

## Bosättningen
Den lilla orten Agios Georgios ligger bara några kilometer från Korfus södra spets, och hyser ganska få invånare. Orten som turistort är fortfarande ganska oexploaterad, trots vackra stränder och ett ganska stort restaurangutbud.
Den huvudsakliga stranden sträcker sig 2,5–3 kilometer norrut från Agios Georgios norra utkanter, och är en vid sandstrand, gott och väl 20–30 meter bred på de bredaste punkterna. På stranden finns under högsäsong både paragliding, bananbåt och jet-skis för turister, och en stor del av stranden är använd av naturister och nakenbadare. Naturisterna har ingen avgränsad del av stranden, utan använder sig av den norra delen, som ligger längst ifrån staden.
Söderut från Agios Georgios centrala delar ligger ytterligare stränder, dock inte alls lika stora som den norra. Stränderna i den södra delen är ca 50 till 400 meter långa, och är de enda stränderna i Agios Georgios där man kan hyra solstol.